# Морское призовое право
Призовое право — отрасль права, регулировавшая отношения по поводу имущества, при известных обстоятельствах захваченного воюющими на море или в пресных водах (корабль и его груз). Призом называлось как это имущество, так и сам акт («захват»).
Призовое право представляло собой остаток древнего права добычи. Оно касалось только частной собственности, притом не исключительно неприятельской, которая присуждалась захватчику решением особо учреждаемых с этой целью призовых судов, рассматривающих правомерность сделанного захвата. Особые правила регулировали распределение призового вознаграждения между участниками: членами экипажа — на военном судне, собственниками и командой — на торговом.
Источниками призового права служили многочисленные международные договоры, а также ряд отдельных в разное время изданных актов: во Франции — ордонанс 1681 г., уставы 1778 г. О правах нейтральных и об организации призовых судов, в Североамериканских штатах — ряд актов 1862-64 гг., в Англии — Act for regulation Naval Prize of war 1864 г с дополнениями 1874 г.
Каперство является сложным по природе правовым явлением. Его можно назвать разновидностью пиратства, санкционированной формой морского разбоя. Каперство являлось военными действиями против военных и торговых судов враждебного государства, осуществляемыми судами-каперами, получившими на то специальное разрешение. Тесно связано с данным институтом понятие приза, и как следствие возникновение и развитие призового права. Морским военным призом (фр. prise, от prendre, исп. presa) признается частное имущество, при известных обстоятельствах захваченное воюющими на море или в пресных водах (корабль и его груз).
Произведение захвата судна и груза на нем никогда не означало моментального перехода права собственности к лицу, осуществившему захват. Долгое время в данной ситуации руководствовались обычаями, например, если захвативший приз смог удержать его в течение суток, то к нему переходило право собственности на него. Впоследствии, с развитием и распространением института каперства в Европе, начинают появляться так называемые призовые суды, в ведении которых находились вопросы, связанные с легализацией захваченных на море трофеев. Призовой процесс носил специфический характер, в нем не признавалось состязательное начало. Процесс представлял собой скорее набор административных инструментов. Суд заранее объявлял захват правомерным, и задачей прежних владельцев было доказать обратное.
Первые попытки найма каперов в России предпринимались еще Иваном Грозным. Именно он впервые пригласил на службу датчанина Карстена Роде. В архивах сохранился подлинник выданной Иваном Грозным «охранной грамоты», наделявшей датского пирата полномочиями вести военные действия на море от имени Государства Московского.
Широко каперство стало применяться для отстаивания своих интересов на море во время Северной войны. Разрабатываются первые нормативно-правовые акты, регламентирующие данный вид деятельности. Морской устав 1720 года содержит уже некоторые правила о призах: процедуру ареста, определение вознаграждения и раздел приза между участниками экспедиции; отдавшихся в плен запрещается лишать жизни. В «Регламент адмиралтейства и флота» 1765 года были включены правила для рассмотрения и решения в адмиралтейств-коллегии дел о призах. В 1787 году изданы «Правила для партикулярных корсеров», построенные на началах вооруженного нейтралитета 1780 года. Они были созданы ввиду войны с Турцией для греческих каперов на Средиземном море; призовым судом была особая комиссия при русском флоте, а до её прибытия — дипломатические агенты России в Венеции и Неаполе, куда и должны были доставляться призы. Апелляционной инстанцией был императорский двор. В 1806 году появились новые правила о призах, дополненные в 1819 году. Они имели в виду, главным образом, решение вопросов о вознаграждении каперов и необоснованно потерпевших владельцев. При составлении Свода законов правила о призах попали в т. XI ч. II и остались там и во 2-м издании, но из третьего исключены ввиду появления перед тем Парижской декларации, отменившей каперство.
Д. И. Мейер в своей работе «Русское гражданское право» приводит добычу в качестве одного из законных способов возникновения права собственности. Под добычей он понимает «отнятие вещей у неприятеля с соблюдением известных правил, принятых в международном праве и установленных в положительном законодательстве, а также и сами вещи, отнятые у неприятеля». Что касается приобретения права собственности на судно, то автор, ссылаясь на положения международных правовых актов, запретивших каперство, говорит о невозможности приобретения права собственности отдельными лицами. «Захваченные суда или остаются в собственности морского ведомства, или продаются с публичного торга; в обоих случаях лица, совершившие захват, будь то команда или частное лицо, получают только так называемое призовое вознаграждение». Данные правила распространяются не только на военные суда, но и на торговые, как неприятельские, так и нейтральные, если эти последние так или иначе помогают неприятелю, например, провозят войска, контрабанду и т. п.
Д. И. Мейер также отмечает, что для возникновения права собственности недостаточно одного лишь факта захвата военной добычи на море. Кроме этого необходимо в течение определенного времени владеть этим имуществом, относительно морской добычи требуется, чтобы судно было отведено в безопасное место.